# Zoltan Korda
Pour les articles homonymes, voir Korda.
Dans le nom hongrois Kellner Zoltán, le nom de famille précède le prénom, mais cet article utilise l’ordre habituel en français Zoltán Kellner, où le prénom précède le nom.
Zoltan Korda, né Zoltán Kellner le 3 juin 1895 à Pusztatúrpásztó (Autriche-Hongrie) et mort le 13 octobre 1961 à Los Angeles (quartier de Hollywood, Californie), est un réalisateur, producteur et scénariste britannique d'origine hongroise.

## Biographie
Comme ses frères Alexander Korda et Vincent Korda, également cinéastes, il commence sa carrière dans son pays natal  où il réalise deux films muets (puis un troisième en Allemagne). En 1930, les trois frères Korda partent pour le Royaume-Uni, où ils fondent en 1932 la London Films. Zoltan Korda s'installe aux États-Unis en 1940, à Hollywood (avec son frère Alexander qui lui, reviendra ensuite au Royaume-Uni) et y intègre la United Artists. Surtout connu pour les films d'aventures de sa période britannique (ex. : Alerte aux Indes en 1938, avec Sabu et Raymond Massey), il réalise et produit encore quelques films américains (ex. : Le Livre de la jungle en 1942, avec Sabu et Joseph Calleia), avant de se retirer en 1955, affaibli par une tuberculose (dont il meurt en 1961).

## Filmographie

### Comme réalisateur

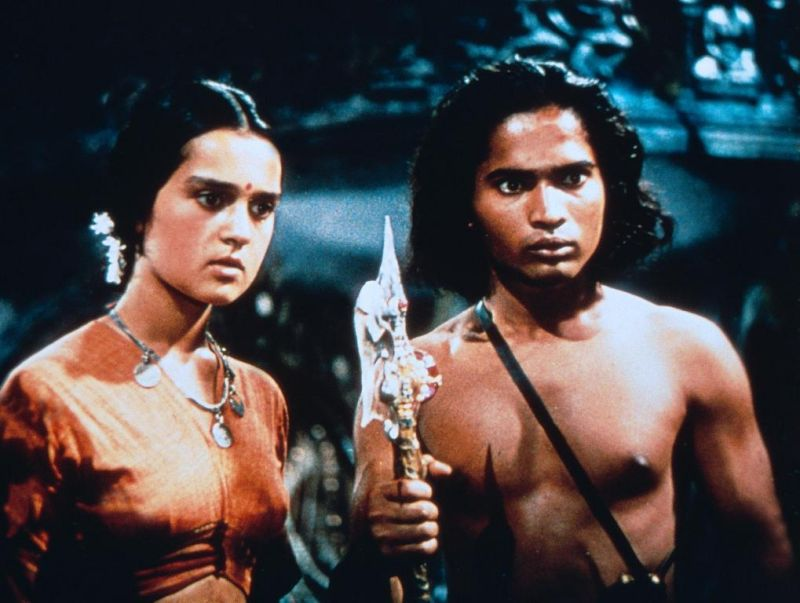
Le Livre de la jungle (1942), avec Patricia O'Rourke et Sabu

- 1918 : Károly balák (coréalisé par M. Miklós Pásztory)
- 1920 : A Csodagyerek
- 1927 : Die Elf Teufel (coréalisé par Carl Boese)
- 1932 : Hommes de demain (Men of Tomorrow) (coréalisé par Leontine Sagan)
- 1933 : Cash
- 1935 : Bozambo
- 1936 : Forget Me Not
- 1936 : Conquest of the Air (coréalisé par Alexander Esway)
- 1937 : Revolt in the Desert
- 1937 : Elephant Boy (coréalisé par Robert J. Flaherty)
- 1938 : Alerte aux Indes (The Drum)
- 1939 : Les Quatre Plumes blanches (The Four Feathers)
- 1940 : Le Voleur de Bagdad (The Thief of Bagdad) (coréalisateur, non crédité) de Ludwig Berger, Michael Powell et Tim Whelan
- 1942 : Le Livre de la jungle (Jungle Book)
- 1943 : Sahara
- 1945 : Contre-attaque (Counter-Attack)
- 1947 : L'Affaire Macomber (The Macomber Affair)
- 1948 : Vengeance de femme (A Woman's Vengeance)
- 1952 : Pleure, ô pays bien-aimé (Cry, the beloved Country)
- 1955 : Les Quatre Plumes blanches (Storm over the Nile) (coréalisé par Terence Young) (remake de The Four Feathers - 1939 - pré-cité)

### Comme producteur
- 1940 : Le Voleur de Bagdad (The Thief of Bagdad)
- 1945 : Counter-Attack
- 1948 : Vengeance de femme
- 1952 : Pleure, ô pays bien-aimé (Cry, the beloved Country)
- 1955 : Les Quatre Plumes blanches Storm over the Nile

### Comme scénariste
- 1920 : A Csodagyerek
- 1930 : Le Beau Contrebandier (Women Everywhere) d'Alexander Korda (histoire adaptée)
- 1943 : Sahara

## Récompenses et distinctions
- Festival international du film de Berlin 1952 : Ours de bronze pour Pleure, ô pays bien-aimé (Cry, the beloved Country)
- Mostra de Venise 1937 : meilleurs réalisateurs, Zoltan Korda et Robert J. Flaherty, pour Elephant Boy